# 吾妻山 (広島県・島根県)
吾妻山（あづまやま）は広島県庄原市と島根県仁多郡奥出雲町との境にある標高1,239mの山。比婆道後帝釈国定公園に属している。
伊邪那岐命（いざなぎのみこと）が比婆山に眠る妻の伊邪那美命（いざなみのみこと）を「ああ、吾が妻よ」と山頂に立って生前を偲んだことが山名の由来とされている。
登山口には国民休暇村の吾妻山ロッジがあったが2020年11月に閉館した。吾妻山ロッジを所有する休暇村協会は施設を無償譲渡する方針だった。日本国内の事業者が施設と運営の継承を検討していたが採算面から断念。営業終了から約3年半が経過して老朽化が進行したことから、安全面を考慮し、2024年11月までに山頂近くにあるコテージ10棟は解体撤去されることになった。

## 主な登山ルート
- 休暇村吾妻山ロッジ跡からのルートでは往復1時間10分程度である。
- アップダウンはあるが比婆山、烏帽子山からの縦走路もある。比婆山古道入口から休暇村吾妻山ロッジ跡まで3時間程度である。

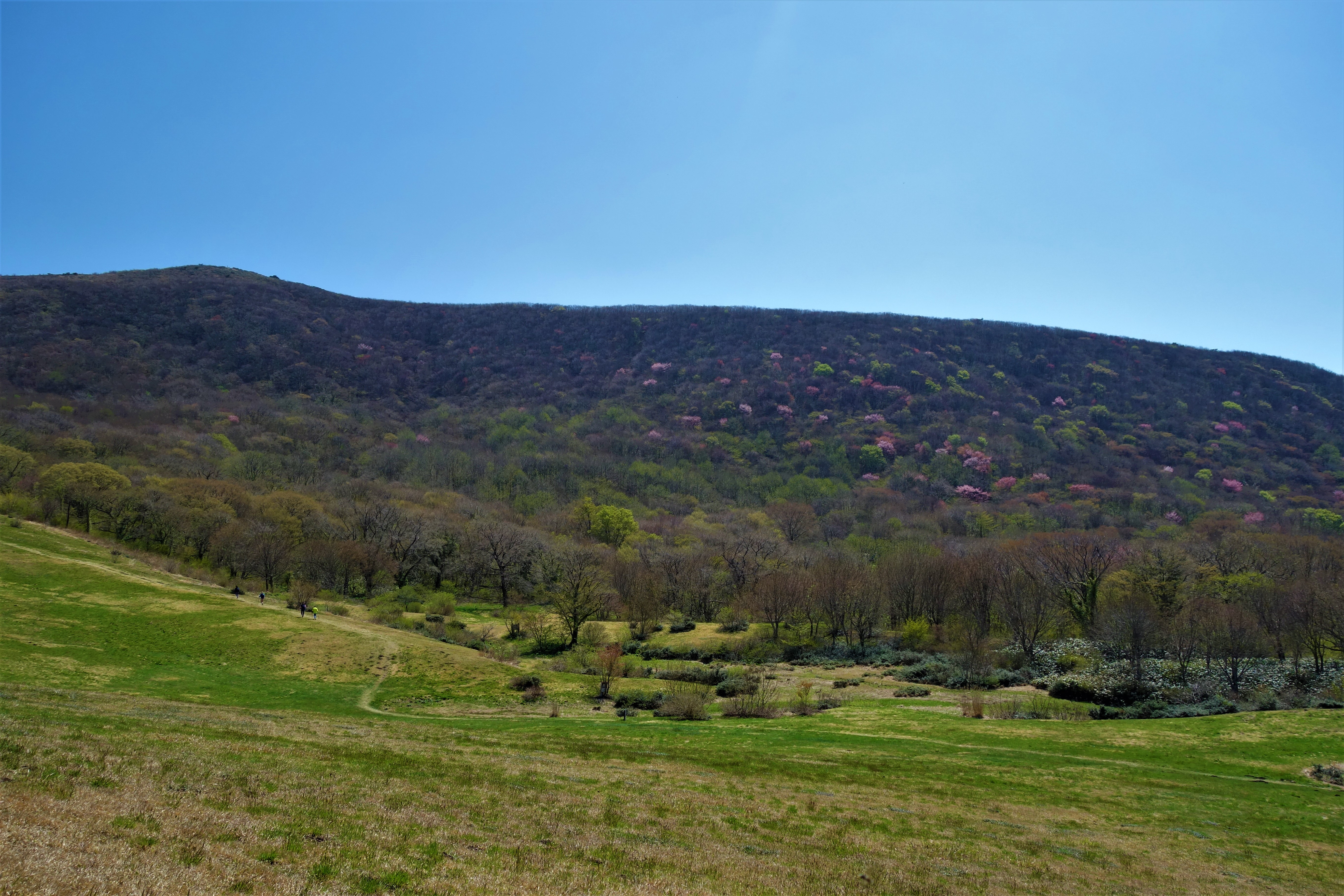
休暇村からの吾妻山
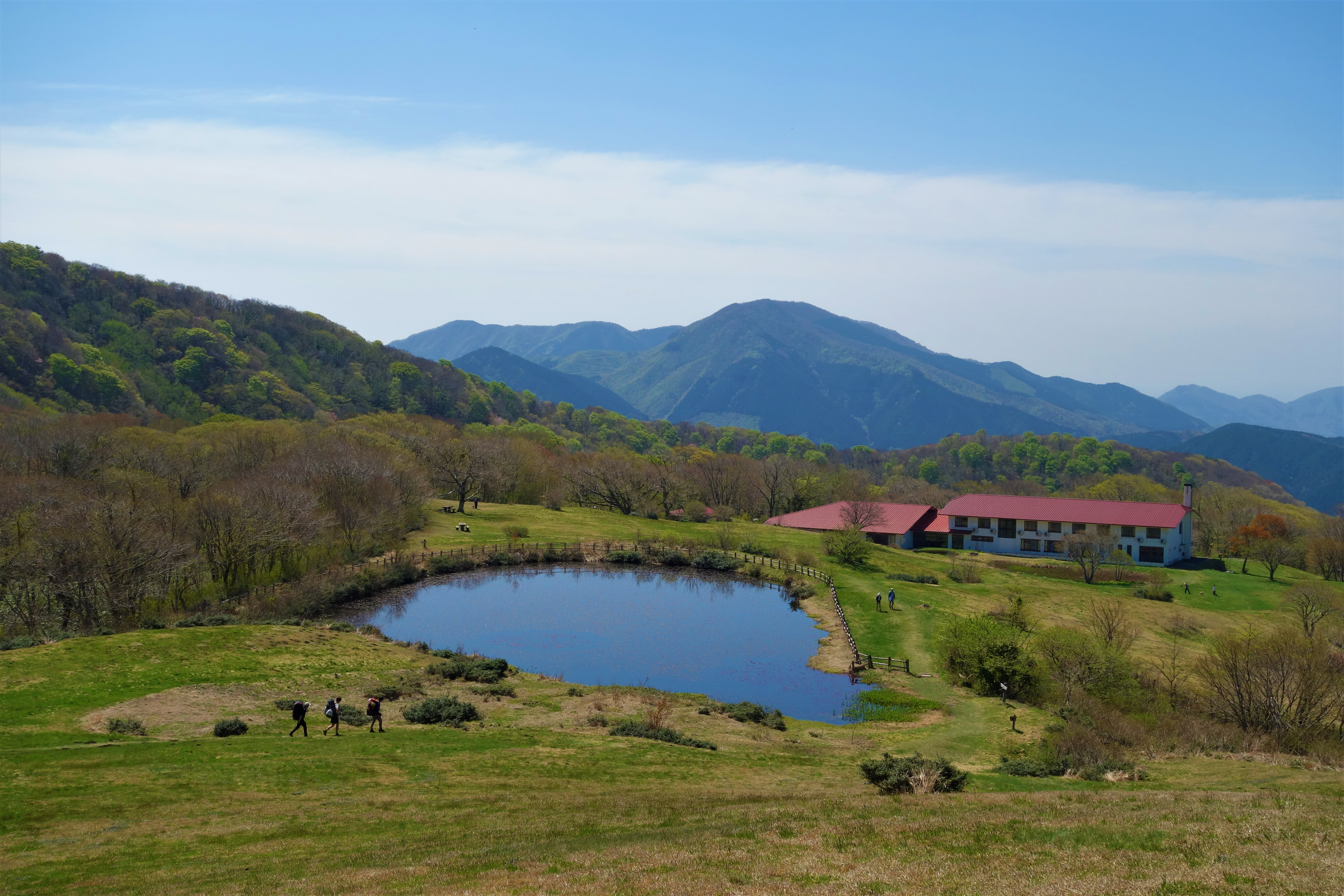
休暇村吾妻山ロッジと池の原（小坊主から）
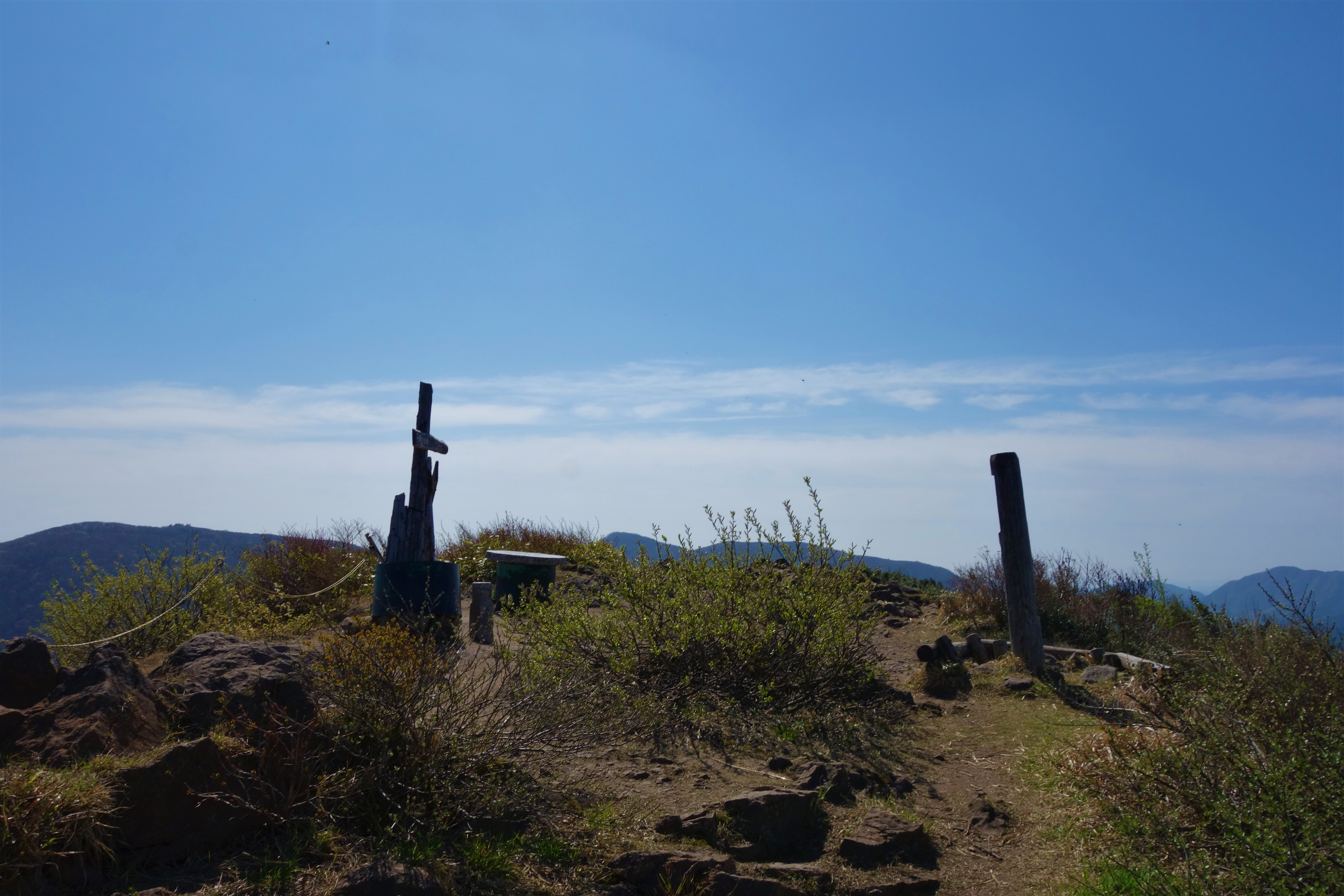
吾妻山山頂
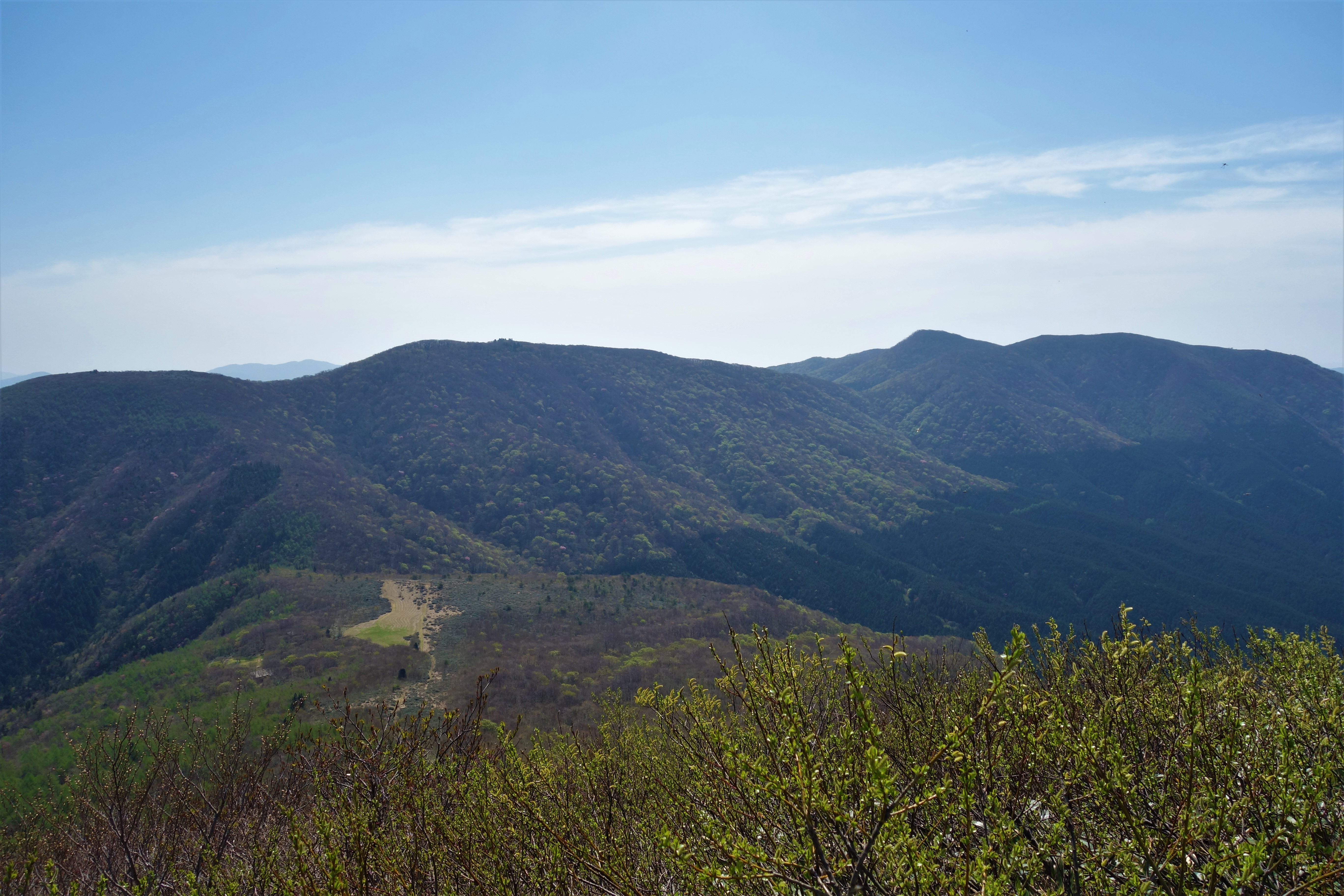
吾妻山からの比婆山と立烏帽子山

## 交通
- JR芸備線備後庄原駅下車。庄原バスセンターより備北交通バス下高野山行きで森脇バス停下車。約45分。休暇村送迎バスで約20分。
- 中国自動車道庄原ICより国道183号、国道432号、県道255号を経由して約40km。車での所要時間は約50分。